# Gelso Vazzoler
Gelso Vazzoler (São Carlos, 25 de agosto de 1929 — São Paulo, 20 de maio de 1987) foi um naturalista, pesquisador e professor universitário brasileiro.
A biblioteca do Instituto Oceanográfico da Universidade de São Paulo leva seu nome em sua homenagem por suas contribuições para a área de oceanografia biológica.

## Biografia
Gelso nasceu na cidade paulista de São Carlos, em 1929. Terminou os estudos pelo Colégio Paulistano, em São Paulo, e em 1952 ingressou o curso de História Natural da Faculdade de Filosofia, Ciências e Letras da Universidade de São Paulo, formando-se em 1957. Especializou-se em Zoologia e Mecânica do Desenvolvimento pelo Departamento de Zoologia, sob orientação do de Ernst Marcus.
Interessado em ecologia das populações nectônicas, fez estágio de aperfeiçoamento no Fisheries Laboratory, em Lowestoff, na Inglaterra, entre 1962 e 1963. Isso o levou a visitar vários laboratórios pesqueiros na Escócia, Noruega, Holanda e Alemanha Ocidental. Em 1966 fez outro estágio de aperfeiçoamento, desta vez em Moscou, na área de biologia de Pesca e Oceanografia, com bolsa da Organização das Nações Unidas para a Alimentação e a Agricultura (FAO). Em 1971, defende o doutorado na área de zoologia pelo Instituto de Biociências da USP.

## Instituto Oceanográfico
Sua carreira no IO começou em 1958, quando ingressou como Técnico Especializado, trabalhando na base de Santos com o Ian Dennis Richardson, representante da FAO. Em 1977, torna-se professor assistente no Departamento de Oceanografia Biológica do Instituto Oceanográfico. Entre 1979 e 1980 afasta-se do IO para trabalhar no Programa de Pesquisa e Desenvolvimento Pesqueiro do Brasil (PDP/SUDEPE) e, em seguida, como pesquisador do Instituto Nacional de Pesquisas da Amazônia (INPA).
Gelso teve ativa participação em vários convênios e projetos pesqueiros de importância estratégica para o Brasil, como os do Grupo de Pesquisa de Pesca Marítima do Estado de São Paulo (1963), do acordo Grupo Executivo do Desenvolvimento da Indústria de Pesca (GEDIP), do projeto de Prospecção e Pesca Exploratória (PDP-SUDEPE), além de coordenar o Projetos Curuá-Una II (CNPq - Eletrobras), do inventário ambiental no município de Oriximiná, no Pará, o Projeto Polonoroeste, em Rondônia, sobre a Composição Qualitativa e Ecologia do Ambiente Aquático e por fim, do Projeto Dinâmica de Nutrientes e Produção Primaria em Lagos de Várzea da Amazônia, um consórcio entre Brasil e Estados Unidos.
Entre 1985 e 1987 foi coordenador e professor da área de oceanografia biológica da pós-graduação do Instituto Oceanográfico. Ministrou vários cursos de renome na instituição, como o de Recursos Naturais Marinhos Renováveis e Ecologia de Peixes Marinhos do IO e o Curso de Alimentação de Peixes e o de Biologia de Peixes, do INPA. Uma das maiores coleções de otólitos do mundo foi iniciada por iniciativa de Gelso, hoje depositada no Instituto Oceanográfico da USP.

## Morte
Gelso morreu em 20 de maio de 1987, com apenas 57 anos, em São Paulo. Deixou a esposa, a também professora do IO, Anna Emília Amato de Moraes Vazzoler, com quem teve dois filhos, Eduardo e Sérgio.